# 光核分裂
光核分裂（ひかりかくぶんれつ）は、光核反応の一種。原子核がX線やガンマ線などの電磁波を吸収し、核分裂を起こすことを言う。ウラン238原子核では、光子のエネルギーが5.7MeVになると急速に光核分裂の断面積が増大する。